# New Alresford
New Alresford es una localidad situada en el condado de Hampshire, en Inglaterra (Reino Unido), con una población estimada a mediados de 2016 de 5403 habitantes.
Se encuentra ubicada al suroeste de la región Sudeste de Inglaterra, cerca de la ciudad de Winchester —la capital del condado—, de la costa del canal de la Mancha, de la frontera con la región Sudoeste de Inglaterra y al suroeste de Londres.